# Centreville, Illinois
Centreville là một thành phố thuộc quận St. Clair, tiểu bang Illinois, Hoa Kỳ. Năm 2010, dân số của thành phố này là 5309 người.

## Dân số
Dân số qua các năm:
- Năm 2000: 5951 người.
- Năm 2010: 5309 người.